# Франк Рост
Франк Рост (нім. Frank Rost, нар. 30 червня 1973, Карл-Маркс-Штадт) — німецький футболіст, що грав на позиції воротаря, зокрема, за клуби «Вердер», «Шальке 04» та «Гамбург», а також національну збірну Німеччини.
Володар Кубка Німеччини. Чотириразовий володар Кубка Інтертото. 

## Клубна кар'єра
Народився 30 червня 1973 року у східнонімецькому місті Карл-Маркс-Штадт (нині Хемніц) у родині гандболістів, учасників олімпійських ігор. Починав займатися футболом у юнацьких командах клубів «Локомотив» (Лейпциг) та «Хемі» (Белен).
У дорослому футболі дебютував 1991 року виступами за команду третьолігового клубу «Маркклеберг».
Там його помітили скаути одного з лідерів тогочасного німецького футболу, бременського «Вердера», з яким молодий голкіпер уклав контракт 1992 року. У Бремені протягом трьох сезонів захищав ворота другої команди «Вердера». За його основну команду дебютував у Бундеслізі в сезоні 1995/96, а із сезону 1998/99 став основним воротарем команди. Того ж року став у складі команди володарем Кубка Німеччини. Основний час фінальної гри цього турніру проти мюнхенської «Баварії» закінчився унічию 1:1, і саме голкіпер бременців став героєм серії пенальті, спочатку реалізувавши свою спробу, а згодом відразу ж відбивши удар від Лотара Маттеуса.
Провівши у статусі основного воротаря «Вердера» чотири сезони, влітку 2002 року став гравцем «Шальке 04», де на наступні чотири роки також став головною опцією тренерського штабу на воротарській позиції. По ходу сезоні 2006/07, утім, програв конкуренцію за місце у стартовому складі майбутній зірці німецького футболу молодому Мануелю Ноєру.
Тож вже на початку 2007 року «Шальке» відпустив свого досвідченого голкіпера до «Гамбурга», команда якого з приходом Роста стрімко покращила свої турнірні здобутки, піднявшись з останнього рядка турнірної таблиці Бундесліги на сьому позицію. Загалом відіграв за гамбургців чотири з половиною сезони, незмінно як основний воротар. Влітку 2011 року Рост, якому виповнилося 38 років, залишив «Гамбург», провівши на той момент 426 матчів у Бундеслізі.
Того ж 2011 року німець вирішив продовжити професійну кар'єру, уклавши контракт з американським «Нью-Йорк Ред Буллз», утім вже за півроку не зміг домовитися із клубом про подовження співпраці і оголосив про завершення кар'єри.

## Виступи за збірну
Навесні 2002 року дебютував в офіційних матчах у складі національної збірної Німеччини. Наступного року провів у її формі ще три гри. Розглядався як одна з кандидатур на місце третього голкіпера «бундестім» на Євро-2004, проте врешті-решт вибір був зроблений на користь Тімо Гільдебранда.
| Дата      | Місто      | Господарі         | Результат | Гості                | Турнір            | Голи | Примітки |
| --------- | ---------- | ----------------- | --------- | -------------------- | ----------------- | ---- | -------- |
| 27-3-2002 | Росток     | Німеччина         | 4 – 2     | США                  | товариський матч  | -1   | 46'      |
| 30-4-2003 | Бремен     | Німеччина         | 1 – 0     | Сербія та Чорногорія | товариський матч  | -    |          |
| 1-6-2003  | Вольфсбург | Німеччина         | 4 – 1     | Канада               | товариський матч  | -    | 46'      |
| 11-6-2003 | Торсгавн   | Фарерські острови | 0 – 2     | Німеччина            | Відбір до ЧЄ 2004 | -    | 46'      |
| Усього    |            | Матчів            | 4         |                      | Голів             | ?    |          |

## Титули і досягнення
- Володар Кубка Німеччини (1):

«Вердер»: 1998-1999
- Володар Кубка Інтертото (4):

«Вердер»: 1998
«Шальке 04»: 2003, 2004
«Гамбург»: 2007